# Markéta z Dampierre
Markéta z Dampierre, také Markéta Flanderská, (francouzsky Marguerite de Dampierre, 1251? – 3. července 1285) byla vévodkyně brabantská a limburská, babička českého krále Jana Lucemburského.

## Život
Byla jednou z tří dcer flanderského hraběte a markýze z Namuru Víta z Dampierre a jeho první manželky Matyldy (Mahaut), dcery Roberta VII. z Béthune. Zdá se, že původně byla na základě papežského dispenzu zasnoubena s Petrem, synem bretaňského vévody Jana. Snoubenec roku 1268 zemřel a o pět let později se Markéta stala druhou manželkou vévody Jana Brabantského. Zemřela po třináctiletém manželství v létě roku 1285 a byla pohřbena ve františkánském kostele v Bruselu. Jan Brabantský ji přežil, osudnou se mu stala účast v rytířském turnaji, kde byl vážně zraněn. Na následky zranění zemřel a byl pohřben vedle Markéty. Jejich náhrobek byl zničen roku 1566 a celý kostel zrušen počátkem 19. století.

## Děti
- Godefroy Brabantský (1273-asi 1283)
- Jan II., zvaný Mírumilovný (1275-1312), vévoda brabantský a limburský
- Markéta Brabantská (1276-1311), roku 1292 byla provdána za pozdějšího římského císaře Jindřicha VII. Lucemburského (1274, † 1313), byla matkou českého krále Jana Lucemburského
- Marie (asi 1278-asi 1340), provdaná za Amadea V. vévodu Savojského († 1323)